# Мицубиши Естейт Ко.
Мицубиши Естейт Ко.(三菱地所株式会社) е Японска корпорация, част от Мицубиши Груп.

## История
Компанията е основана през 1937 година.

## Участие в други компании и дружества
(към февруари 2005)
- Мейджи Йосуда Лайф Иншуранс (4,50%)
- Джапан Тръстий Сървисес Банк (4,38%)
- Банк ъф Токио-Мицубиши (3,73%)
- Мицубиши Тръст енд Банкинг Корпорейшън (3,49%)
- Токио Мърийн енд Файър Иншуранс(3,29%)
- Обайяши Корпорейшън (2,31%)
- Тайсей Корпорейшън (2,25%)
- ЮФДжи Тръст Банк Лимийтид (Trust Account A) (2,20%)
- Такенака корпорейшън (2,17%)

## Холдинги
(към февруари 2005)
- Мицубиши Джишо Сакей Инк.
- Мицубиши Риъл Естейт Сървисес Ко.
- Мицубиши Естейт Хоум Ко.
- Йокохама Роял Парк Хотел
- Акуа Сити Ко.
- Марунучи Хийт Съпли Ко.
- Йокохама Скай Билдинг Ко.
- Роял Парк Хотел
- Рокфелер Груп Интернейшънъл Инк.